# 臼井淳一
臼井 淳一（うすい じゅんいち、1957年10月5日 - ）は、日本の男性陸上競技選手。専門は走幅跳で、元日本記録保持者。1984年ロサンゼルスオリンピック・1988年ソウルオリンピックに代表選手として出場し、ロサンゼルスオリンピックでは7位に入賞した。

## 経歴
神奈川県出身。順天堂大学からデサントに進む。
順天堂大学時代の1977年スポニチ国際陸上競技大会で走幅跳8ｍ08（追い風参考）の記録で優勝。1978年、アジア競技大会で2位に入賞。
1979年、アジア陸上競技選手権大会に7m97の記録で優勝。その約1ヶ月後の7月6日、山田宏臣の記録を9年ぶりに更新する8m10の日本新記録を樹立し、山田に次ぐ日本人2人目の「8mジャンパー」となった。同年9月にはユニバーシアードメキシコ大会で8m05で2位に入賞した。翌1980年には日本が不参加となったモスクワオリンピックの代表に選ばれている。
1984年のロサンゼルスオリンピックで初めてオリンピック出場を果たす。この大会では7m87を跳んで7位に入賞し、日本選手としては1936年ベルリンオリンピックで銅メダルを獲得した田島直人以来の入賞者となった。
この間、アジア競技大会では1982年ニューデリー大会で3位、1986年ソウル大会で2位に入賞している。
1988年のソウルオリンピックでは予選落ちに終わり、これを最後に現役を引退した。引退までに所属は、デサントから埼玉栄クラブ、日本エアロビクスCへと変わっている。

## 主な実績
| 年   | 大会                     | 場所                         | 種目   | 結果     | 記録               |
| ---- | ------------------------ | ---------------------------- | ------ | -------- | ------------------ |
| 1977 | スポニチ国際陸上競技大会 | 東京(日本)                   | 走幅跳 | 優勝     | 8m08（追い風参考） |
| 1978 | 1978年アジア競技大会     | バンコク(タイ)               | 走幅跳 | 2位      | 7m76               |
| 1979 | アジア陸上競技選手権大会 | 東京(日本)                   | 走幅跳 | 優勝     | 7m97               |
| 1979 | パリ国際陸上             | パリ(フランス)               | 走幅跳 | 優勝     | 8m10               |
| 1981 | アジア陸上競技選手権大会 | 東京(日本)                   | 走幅跳 | 2位      | 7m94               |
| 1982 | 1982年アジア競技大会     | ニューデリー(インド)         | 走幅跳 | 3位      | 7m87               |
| 1984 | ロサンゼルスオリンピック | ロサンゼルス(アメリカ合衆国) | 走幅跳 | 7位      | 7m87               |
| 1985 | アジア陸上競技選手権大会 | ジャカルタ(インドネシア)     | 走幅跳 | 3位      | 7m72               |
| 1986 | 1986年アジア競技大会     | ソウル(韓国)                 | 走幅跳 | 2位      | 7m92               |
| 1987 | 世界陸上競技選手権大会   | ローマ(イタリア)             | 走幅跳 | 12位     | 8m00               |
| 1988 | ソウルオリンピック       | ソウル(韓国)                 | 走幅跳 | 予選落ち | NM（記録なし）     |

## 成績
- 自己ベスト：8m10 （樹立当時は日本記録）
- オリンピック最高成績：7位（ロサンゼルス大会）
- 日本陸上競技選手権大会：優勝8回
- アジア陸上競技選手権：優勝1回（第3回大会）